# 통인가게
통인가게는 대한민국 서울특별시에 있는 유서 깊은 미술품 상점이자 갤러리이다. 1924년 골동품 상점으로 시작하여 1975년에 통인화랑을 열었다. 설립 이후 가족 기업으로 유지되었으며, 2021년 기준 기준으로 설립자의 아들이 소유주였다. 2002년 뉴욕시 지점을 열었다. 서울특별시청은 이곳을 역사적 가치가 있는 상점인 오래가게로 지정했다.
상점의 설립자는 김정환이다. 김정환은 한때 많은 관직을 지냈던 명망 높은 안동 김씨 가문 출신이었다. 한국 정부의 붕괴와 일제강점기가 시작되면서 가문은 관직을 잃었다. 김정환은 일본인 고객을 대상으로 여성 장신구를 판매하며 경력을 시작했다. 그 후 가구와 도자기를 거래하기 시작했다. 이것이 1924년 통인동에 통인가구점으로 상점을 설립하게 된 계기가 되었다. 그는 결국 23세였던 아들 김완규에게 상점을 물려주었다. 1962년, 상점은 통인동에서 인사동으로 이전했다. 김완규는 사업을 확장하여 국내외 안전 운송 및 문서 보관을 포함한 다양한 서비스를 추가했다. 1973년에는 새로운 상점 건물을 지었는데, 당시 이 건물은 최첨단으로 여겨졌으며 지역에서 가장 높은 건물이었다고 한다. 이 상점은 한국을 방문하는 외국 고위 인사들의 단골 방문지가 되었다고 알려져 있다. 미국의 은행가 데이비드 록펠러는 박정희 정부 시절인 1974년에 이 상점을 방문했고, 록펠러는 금강산 그림을 구입했다. 이 상점은 문화와 예술의 중심지가 되었다고 알려져 있다. 예술가들이 상점에 정기적으로 모였고, 삼성그룹 창업주 이병철과 같은 저명한 후원자들이 컬렉션을 확장하기 위해 자주 방문했다. 이 상점은 또한 판소리 공연을 포함한 문화 공연도 개최한다.
이 상점은 지상 5층과 지하 1층으로 구성되어 있다. 지하와 5층은 갤러리로 사용된다. 1층에는 공예품, 2층에는 전통 공예품, 3층에는 가구, 4층에는 골동품이 전시되어 있다.

## 같이 보기
- 오래가게